# Martijn Voorvelt
Martijn Voorvelt (Amsterdam, 20 december 1967) is een Nederlandse componist, musicoloog, gitarist en vocalist. Hij heeft een PhD in muziekwetenschap. Met zijn compositie Raging, building voor viool won hij in 1994 de EOE-Optiebeursprijs. Sindsdien worden zijn composities op allerlei festivals opgevoerd, waaronder de Gaudeamus Muziekweek (1997 en 2004), het Grachtenfestival in Amsterdam en de ISCM World Music Days.

## Biografie

### Studie
Op zijn dertiende kreeg Voorvelt zijn eerste gitaarlessen en niet lang daarna begon hij zelf liedjes te schrijven, die hij uitvoerde met zijn eerste punkband. Twee jaar later begon hij met het schrijven van composities, eerst vooral voor gitaar. Belangrijke invloeden uit die tijd zijn componisten als de Amerikaan Steve Reich, de Brit Michael Nyman en de Amerikaanse avant-gardecomponist John Cage. Met Allert Aalders (later geluidstechnicus bij o.a. TivoliVredenburg) vormde hij het experimentele duo Ratatoskr.
Na de middelbare school ging Voorvelt muziekwetenschap in Amsterdam studeren. Daar ontmoette hij jonge musici die hem zijn eerste compositieopdrachten verleenden. In 1992 werden zijn eerste composities, Septet en Halcyones, uitgevoerd door verschillende ensembles.
Na te zijn afgestudeerd in de muziekwetenschap deed Voorvelt onderzoek aan het University College Bretton Hall in West Bretton in Engeland, wat resulteerde in het proefschrift Post-punk experimental pop.

### Carrièreswitch
In 1994 won Voorvelt met zijn compositie Raging, building (1994) voor viool en piano de EOE-Optiebeursprijs. Daarmee werd zijn werk een verplicht onderdeel van het Nationaal Vioolconcours in 1995. Zijn composities werden hierna in tientallen landen uitgevoerd en op een aantal festivals gespeeld, waaronder op het jaarlijkse Nederlandse muziekfestival November Music in 2008.

## Muziek
Een van zijn belangrijkste composities is 4/4, dat in 1999 in première ging. Het is een theatraal werk geïnspireerd op de oorlog in Kosovo. De ISCM World Music Days in Hongkong selecteerde het werk voor het repertoire. Daar won het een prijs voor jonge componisten.
Voorvelt schrijft vooral kamermuziek voor veel verschillende soorten bezettingen. Veel van zijn werken worden gekenmerkt door experimenten met onafhankelijke partijen en simultane composities. Deze experimenten leidden sinds 2007 steeds meer naar cyclische canons: hierbij wordt door alle muzikanten een variatie op hetzelfde materiaal gespeeld. Ook draait Voorvelts muziek om de intensiteit en rituele aspecten van de live-uitvoering.
Daarnaast is Voorvelt zanger/gitarist, momenteel bij Ruddy Shelduck, en heeft hij als singer-songwriter ongeveer 1200 liedjes op zijn naam staan.

## Composities

### Werken voor ensemble
- X as Blueprint (1985, rev. 1995)
- Niches (1995)
- Composition (1996)
- Fur Franz (1997)
- Septet (1992, rev. 1997)
- Big Flame (1998)
- Drie Gezelle Liederen (1998)
- Petit Air II / Friedichs Tagebuch (1998)
- 4/4 (1991)
- Phenotype (2000)
- 3/3 (2001-2002)
- Inside/Outside, In Memoriam John Cage (2002)
- Four Parts (2003)
- War Parts (2004)
- Basil Valentine’s Recipe (2005)
- Breite und Tiefe (2007)
- Rhine Variations (2008)
- Continuum (2008)
- Stage (2008)
- Ka-tet (2009)
- Song for Six, 6/6 (2008)
- Drie Chocoladeliedjes (2010)
- 5/5 (2010, 2011)

### Werken voor solo-instrument
- Happy Families (1995), gitaar
- No. 595 (1985, rev. 1995), gitaar
- An Infinitely Small Piece (1985, rev. 1995), gitaar
- Molinari Modules (1996), elektrische gitaar
- Flashback (1996, rev. 2004), altfluit
- Blumen Aus Holland (1995-1997), gitaar
- Splits (1997), viool
- Who’s pushing the pedals on the season cycle? (2000), cello
- Stele (2003), gitaar
- ½ (2004), piano
- Wiegeliedje (2006), viool
- Solo (2006), elektrische gitaar
- Rosewood Studies (2006), geprepareerde marimba
- Driftwood (2010), contrabas
- Bits and Pieces (2010), viool
- Drie Weesper Nocturnes (2010), carillon